# 吉米·谢伊
吉米·谢伊（英語：Jimmy Shea，1968年6月10日—），美国男子钢架雪车运动员。他曾代表美国参加2002年冬季奥林匹克运动会钢架雪车比赛，获得一枚金牌，这是男子钢架雪车于2002年重新成为奥运项目以来的首枚金牌。